# Wemmershoek
Wemmershoek è un centro abitato sudafricano situato nella municipalità distrettuale di Cape Winelands nella provincia del Capo Occidentale, nei pressi della cittadina di Franschhoek.

## Geografia fisica
Il piccolo centro sorge a circa 60 chilometri a est di Città del Capo in una produttiva area viticola. La vicina diga di Wemmershoek sul fiume Wemmershoek venne realizzata nel 1957.